# Haft Tepe
Koordinaten: 32° 4′ 49″ N, 48° 19′ 41″ O

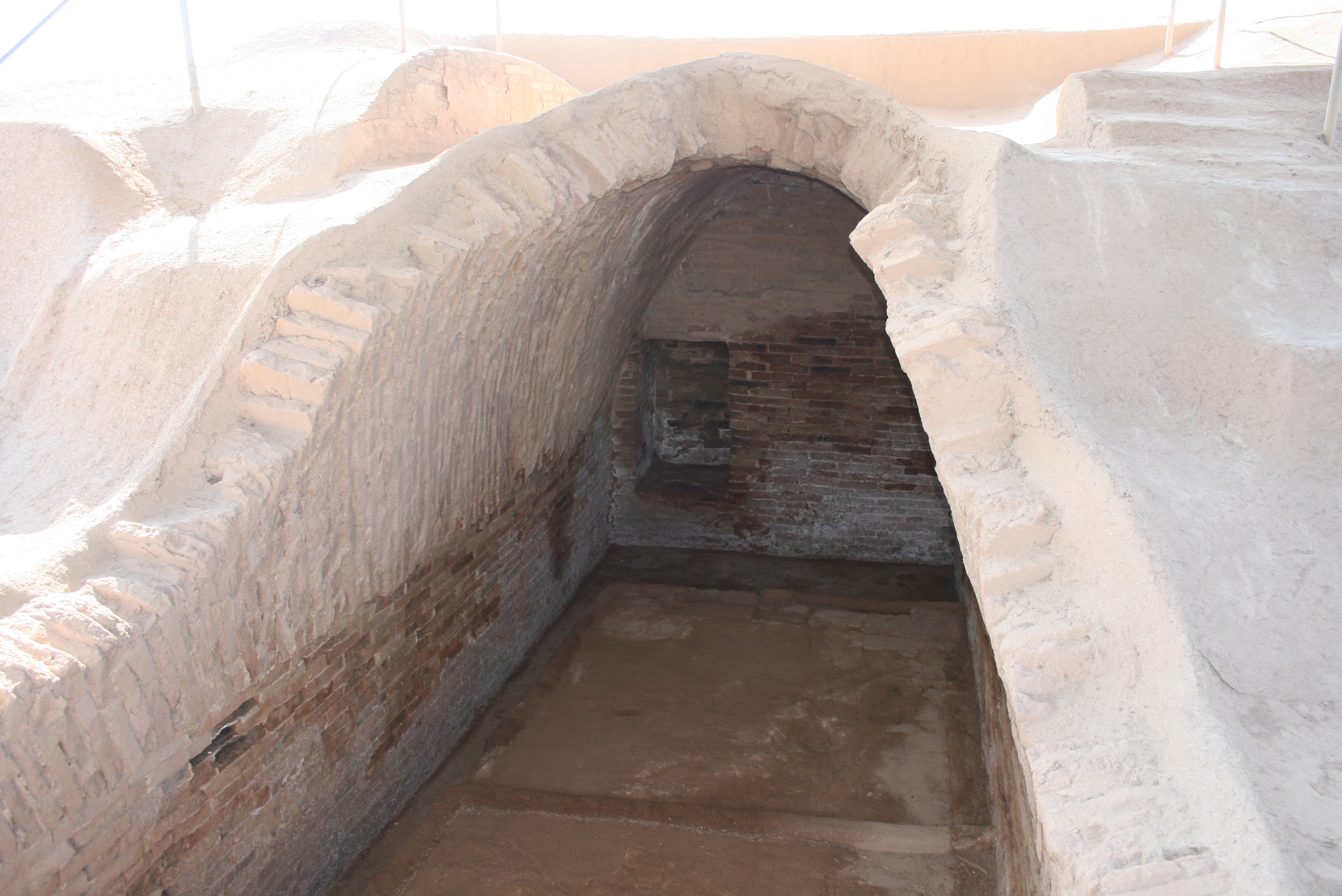
Ziegelsteingewölbe des „Königsgrabs“ in Haft Tepe

Haft Tepe (oder Haft Tape, persisch هفت تپه, ‚Sieben Hügel‘) ist die Bezeichnung einer Ansammlung von Ruinenhügeln in der Provinz Chuzestan des Iran, etwa zehn Kilometer südöstlich von Susa gelegen. Wie man aus Tontäfelchen entnehmen konnte, handelt es sich bei dem erst teilweise ausgegrabenen elamitischen Ort um das antike Kabnak. Die meisten Gebäude wurden vermutlich im 14. Jahrhundert v. Chr. von König Tepti-Ahar erbaut. Vor der Zeit Tepti-Ahars scheint der Ort unbewohnt gewesen zu sein. Eine Ausnahme bildet eine Siedlung des 5. Jahrtausends auf einem der Hügel, die aber nur kurze Zeit bestand. Nach dem Ende der mittelelamischen Zeit war Haft Tepe erst in der parthischen oder sassanidischen Zeit wieder besiedelt.

## Forschungsgeschichte
Die Ruinenstätte wurde zuerst von Jacques de Morgan 1908 beschrieben. Ausgrabungen fanden dort 1965 bis 1978 unter der Leitung von Ezat O. Negahban statt, wobei insbesondere die drei zentralen und am höchsten herausragenden Hügel untersucht wurden. 2002 wurden vorbereitende geophysikalische Messungen durchgeführt, die einen Gesamtüberblick über die Baustrukturen in Haft Tappeh lieferten, und seit 2003 gräbt nun ein deutsch-iranisches Team unter der Leitung von Behzad Mofidi-Nasrabadi von der Universität Mainz. Das Projekt wird von der Deutschen Forschungsgemeinschaft (DFG) finanziert.

## Ausgrabungen
Bei den Untersuchungen in Haft Tepe wurde im mittleren Hügel ein 14,5 Meter hoher Kern aus ungebrannten Lehmziegeln gefunden, dessen ursprüngliche Höhe mindestens 30 Meter betrug und bei dem es sich vermutlich um eine Zikkurat handelt. Die Weihegaben weisen auf eine weibliche, für die Fruchtbarkeit zuständige Gottheit hin. Um die Zikkurat herum lagen diverse offene Höfe und Hallen, in denen Vorräte gelagert und verwaltet wurden. Auch eine Werkstatt mit einem speziellen Ofen zum Brennen großer Mengen von Keramik und zum Schmelzen von Metallen gehörte zu der Anlage.
Unter dem nächstliegenden Hügel, der weniger weit ausgegraben ist, liegen vermutlich die Reste einer zweiten Zikkurat. Deren Resthöhe beträgt 17 Meter. Demnach hätte es im alten Kabnak ein großes Heiligtum mit zwei nahe beieinander liegenden Zikkurats gegeben.
Nordwestlich der beiden Zikkurats wurde ein Tempelkomplex ausgegraben, der von ungebrannten Lehmziegelmassen umgeben ist und nur vom Süden her zugänglich war. Von einem gepflasterten Hof aus sind über einen quergelagerten Raum zwei Hallen zu erreichen, hinter denen jeweils ein Gewölbe aus gebrannten Ziegeln liegt. Das westliche Gewölbe wird als Grabkammer von Tepti-Ahar angesehen. Es hat 3,25 Meter Breite, 10,25 Meter Länge und 3,75 Meter Höhe und enthielt mindestens 14 stark zerfallene Skelette. Die zweite Grabanlage hat ein ebenso großes Gewölbegrab. In ihm lagen 23 Skelette. In beiden Fällen gibt die ungewöhnliche Anordnung der Skelette Rätsel auf.

## Funde

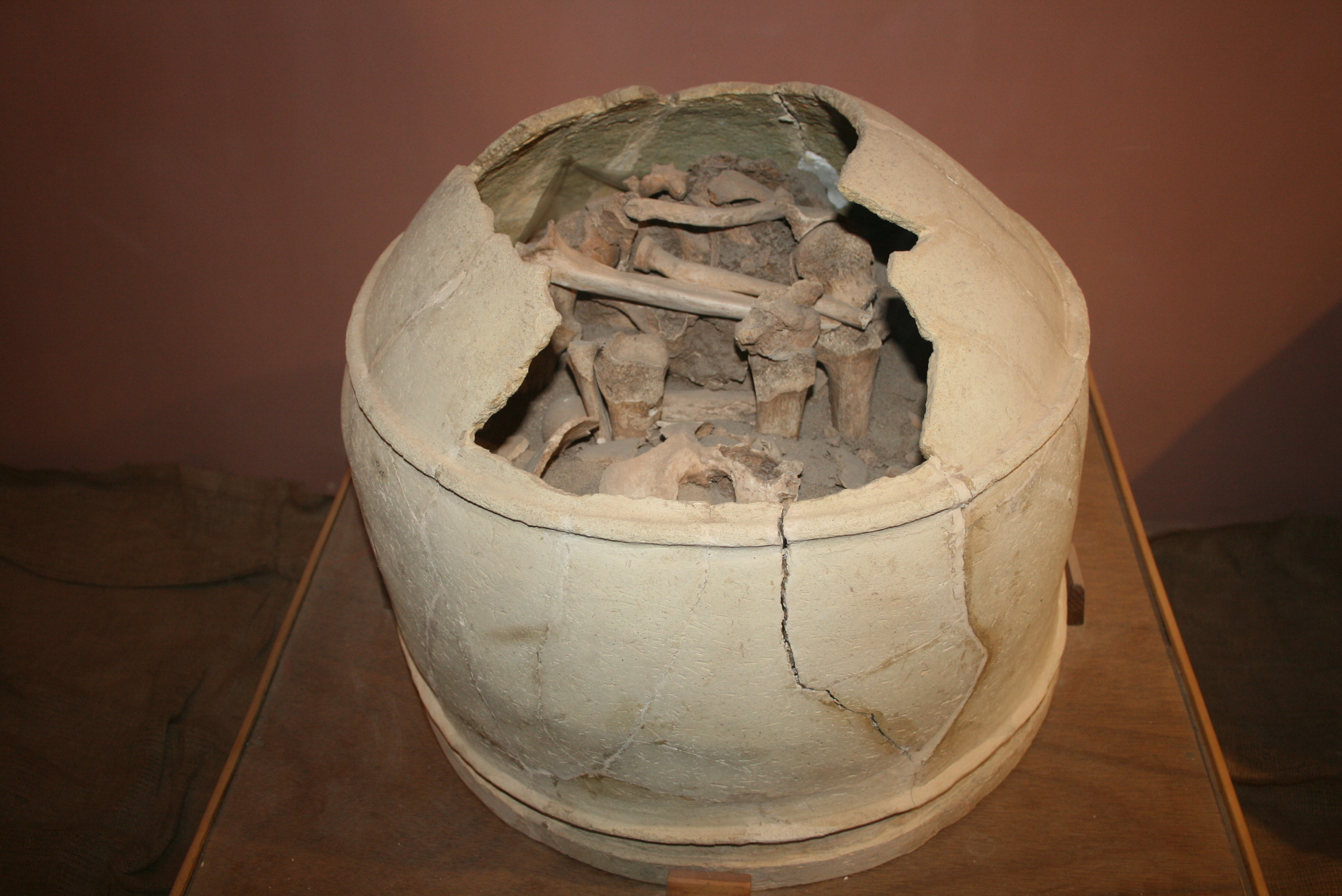
Tönernes Bestattungsgefäß im Museum von Haft Tepe

Bei den Ausgrabungen im Gebiet des mittleren Hügels hat man Hunderte von Weihegaben, mittels Pressformen hergestellte Tonfiguren, gefunden. Vor allem waren es nackte Frauen, die ihre Brüste mit beiden Händen fassen. Die Anlagen waren reich dekoriert. Es fanden sich mit Figuren versehene Bronzeplatten und Reste von Wandmalereien. Aus den Hallen um die Zikkurat zeugen zerbrochene Tongefäße und zahlreiche Siegelabdrücke, die von Verschlüssen für Gefäße und Kästen stammen, von der Lagerung von Vorräten aus Abgaben an das Heiligtum. Außerdem wurden Tausende von Tontäfelchen entdeckt. Die Texte sind überwiegend in Akkadisch geschrieben. Die Analyse bisher gefundener Schriftzeugnisse in Form von Tontafeln und Rollsiegeln ist noch nicht abgeschlossen. Es handelt sich um Briefe, Verwaltungstexte, aber auch Schultexte, die darauf hindeuten, dass in Haft Tepe auch Schreiber ausgebildet wurden. Seit 2019 fördert die DFG die Digitale Edition der Keilschrifttexte aus Haft Tappeh deren Grundlage 3D-vermessene Tafeln sind, die mit Hilfe des GigaMesh Software Framework analysiert und visualisiert werden.
Zahlreiche Fundstücke sind in einem kleinen Museum am Rande des 1500 mal 800 Meter großen Ruinengeländes zu besichtigen, darunter diverse tönerne Behälter für Bestattungen, die außerhalb der Grabkammern gefunden wurden. Zwei kunstvolle Köpfe und eine Maske aus bemaltem, ungebranntem Ton mit markanten mandelförmigen Augen wurden in der Werkstatt des Heiligtums gefunden. Sie sind heute im Museum von Susa ausgestellt.